# Wilhelm von Walther und Cronegk
Johann Georg Wilhelm von Walther und Cronegk (* 6. Dezember 1739 in Koschine, Kreis Militsch; † 22. September 1808 in Liegnitz) war ein preußischer Generalmajor.

## Leben

### Herkunft
Johann Georg Wilhelm war der Sohn von Georg Adolf Wilhelm von Walther und Cronegk (* 16. März 1704 in Koschine; † 1768 in Breslau) und dessen Ehefrau Johanna Gottliebe Amalie, geborene von Wildenstein.

### Militärkarriere
Walther und Cronegk besuchte ab 14. August 1755 die Kadettenanstalt Berlin und wurde am 25. Mai 1757 als Sekondeleutnant im Infanterieregiment „von Itzenplitz“ der Preußischen Armee angestellt. Mit dem Regiment nahm er während des Siebenjährigen Krieges an den Kämpfen bei Roßbach, Leuthen, Liegnitz, Torgau, Hoyerswerda und Reichenbach sowie den Belagerungen von Breslau, Neiße und Dresden teil. Nach dem Frieden von Hubertusburg wurde Walther und Cronegk am 13. Mai 1763 Premierleutnant und neun Jahre später Stabskapitän. Für seine Verdienste erhielt er am 11. Januar 1774 durch König Friedrich II. den Orden Pour le Mérite. Mitte März 1774 wurde Walther und Cronegk zum Kapitän befördert und gleichzeitig zum Kompaniechef ernannt. Als solcher nahm er 1778/79 am Bayrischen Erbfolgekrieg teil. Am 21. Mai 1783 folgte seine Beförderung zum Major. Im weiteren Verlauf seiner Militärkarriere übernahm Walther und Cronegk am 29. Juni 1785 das I. Bataillon und rückte schließlich am 18. Januar 1786 zum Kommandeur des Grenadierbataillons 1/13 auf. In dieser Stellung wurde er am 29. September 1790 zum Oberstleutnant und am 17. Januar 1793 zum Oberst befördert. Er erhielt dann am 1. November 1795 das Kommando über das Depotbataillon des Infanterieregiments „von Steinwehr“.
Walther und Cronegk dimittierte am 1. Oktober 1799 als Generalmajor mit einer jährlichen Pension von 800 Talern.
Er verstarb unverheiratet.